# Roberto Eduardo Viola
Roberto Eduardo Viola Prevedini, argentinski general in politik, * 13. oktober 1924, Buenos Aires, † 30. september 1994, Buenos Aires.
Viola je bil vrhovni poveljnik Argentinske kopenske vojske (1977–1981) in predsednik Argentine  (1981).